# 松山政司
松山 政司（まつやま まさじ、1959年〈昭和34年〉1月20日 - ）は、日本の政治家。自由民主党所属の参議院議員（5期）、自民党参議院議員会長（第32代）。
一億総活躍担当大臣・情報通信技術（IT）担当大臣・内閣府特命担当大臣（少子化対策・クールジャパン戦略・知的財産戦略・科学技術政策・宇宙政策）（第3次安倍第3次改造内閣・第4次安倍内閣）、内閣府特命担当大臣（男女共同参画）（第3次安倍第3次改造内閣）、外務副大臣（第2次安倍内閣）、経済産業大臣政務官（第1次安倍内閣）、参議院政府開発援助等に関する特別委員長、同議院運営委員長、同環境委員長、裁判官弾劾裁判所裁判長、自由民主党参議院幹事長、同参議院政策審議会長、同参議院国会対策委員長、同選挙対策委員長代理、同参議院国会対策委員長代行、同総務会長代理、同福岡県支部連合会会長、同副幹事長、日本青年会議所会頭（第48代）、福岡青年会議所理事長などを歴任した。父は福岡県議会議員を務めた松山譲。漫画家の小林よしのりと親しい事で知られている。

## 来歴

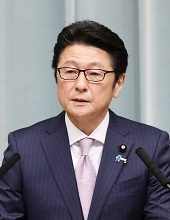
内閣府特命担当大臣就任時の会見にて

福岡県築上郡椎田町（現・築上町）出身。福岡県立京都高等学校、福岡国土建設専門学校卒業後、明治大学商学部卒業。
1988年、福岡青年会議所（福岡JC）に入会。1996年、同理事長に就任。1999年1月、日本青年会議所会頭に就任（ - 同年12月）。
2001年7月、第19回参議院議員通常選挙に自民党公認で福岡県選挙区より出馬し初当選。当選後は堀内派に所属。2006年9月、第1次安倍内閣で経済産業大臣政務官に就任。2007年7月の第21回参議院議員通常選挙では公明党の推薦も得て再選。
2008年、自民党副幹事長に就任。
2012年12月27日、第2次安倍内閣で外務副大臣に就任。
2013年4月、自由民主党福岡県支部連合会会長に就任。2013年7月、第23回参議院議員通常選挙で3選。同年9月30日、外務副大臣を退任。
2014年9月、参議院自由民主党国会対策委員長代行、自由民主党選挙対策委員長代理に就任。
2016年1月、参議院議院運営委員長に就任。
2016年9月、参議院自由民主党国会対策委員長に就任。
2017年8月3日、第3次安倍第3次改造内閣において、内閣府特命担当大臣として初入閣。少子化対策、男女共同参画、科学技術政策、宇宙政策、知的財産戦略、クールジャパン戦略の6分野を担当する他、一億総活躍担当大臣とIT政策担当大臣も併せて任命された。
2017年11月、第4次安倍内閣で男女共同参画担当を除く国務大臣に再任。
2019年7月、第25回参議院議員通常選挙で4選。
2019年9月、参議院自由民主党政策審議会長に就任。
2024年1月26日、参議院自由民主党幹事長に就任。
2024年7月25日、翌年7月の第27回参議院議員通常選挙福岡県選挙区公認候補として擁立することが自民党から発表された。
2024年自由民主党総裁選挙においては林芳正を支援。決選投票においては石破茂を支持し、旧岸田派（宏池会）の参議院議員にも足並みを揃えるよう働きかけた。
石破総裁誕生後の同年9月30日、参議院自由民主党幹事長に再任された。
2025年7月、第27回参議院議員通常選挙で5選。同月30日、自民党参議院議員会長に就任。

## 政策・主張
- 2014年4月に予定されていた消費税の8%への引き上げについて「予定通りに引き上げるべき」と回答している[18]。
- 2019年10月に予定されている消費税の10%への引き上げについて「法律に従い、引き上げるべきだ」と回答している[19]。
- 日本の核武装について、「将来にわたって検討すべきでない」としている[18]。
- 村山談話および河野談話について、いずれも「見直すべきではない」としている[18]。
- 2024年10月、参議院本会議で行われた石破首相の所信表明演説に対する各党の代表質問で登壇し、憲法改正、自衛官の処遇改善について首相の姿勢と問いただした[20]。

### 物価高対策
- 2025年4月、物価高を受け、国民生活が圧迫されている状況について、1日の会見で「食料品をはじめとする物価高対策を真剣に議論し、国民に寄り添った政策をしっかり打ち出していくことが必要だ」と語っている[21]。また8日の会見では党内で減税論が相次いでいる状況に触れ、「給付、減税も含めてあらゆる選択肢を排除せず、対応していくことが重要だ」とも述べている[22]。
- ガソリン価格対策の必要性も認識しており、2025年4月2日には石破首相に直接要請をし、「ガソリンも含めて国民生活に寄り添うなかで今後さまざまな対応を考えて欲しい」と首相との面会後、首相官邸で記者団に対して語っている[23]。

### 社会保障
- 高額療養費制度の負担上限額引き上げが見送られた際、記者会見で「参院の意見が修正に結び付いた。参院の役割が果たせた」と語っている[24]。
- 年金制度改革法案について自民党で議論されていた際、現役世代や中小・小規模事業者から不安の声が上がっていることに触れた上で、期限を切ることなく、丁寧な議論を進めていくべきとの考えを示した[25]。

### 日米関税交渉
- 2025年4月、アメリカ・トランプ政権との関税交渉に関し、15日の会見で「日本は最大の投資国であり、雇用も抱え、米国に貢献していることをしっかり訴え、現状を少しでも打開すべく交渉して頂きたい」と語り、政府に注文を付けた[26]。

### 政治改革
- 自民党派閥の裏金問題をめぐり、2024年3月、出演したNHKの討論番組で、参議院政治倫理審査会を全面公開で行うことに前向きな姿勢を示すと同時に、参議院でも衆議院と同様に政治改革をめぐる特別委員会の設置を検討する考えを示した[27]。
- 自民党派閥の裏金問題をめぐり、党幹部が全国各地をまわり、党員らと対話する集会が行われた。奈良で行われた集会に出席し、一般党員ら計18人と意見交換を行い、「信頼を損なう事態を招いている」と謝罪した[28]。また秋田市内で開かれた集会にも参加し、一般党員ら約20人と意見交換した。その場では謝罪した上で「信頼してもらえる自民党によみがえっていくよう、改革に取り組んでいきたい」と述べた[29]。同集会が福岡で行われた際も出席し、冒頭で「政治資金の不記載をはじめ、様々な問題で信頼を損なう事態を招いてしまった」と陳謝した[30]。

## 主な所属団体・議員連盟
- 自民党たばこ議員連盟[31]
- 日本会議国会議員懇談会[32]（幹事）
- 神道政治連盟国会議員懇談会[32]
- みんなで靖国神社に参拝する国会議員の会[32]
- TPP交渉における国益を守り抜く会
- 日本・ミャンマー友好議員連盟（事務局長）
- アルコール問題議員連盟（事務局長）
- 自由民主党消防議員連盟（事務局次長）
- 日露若手国会議員の会（幹事長）
- 日本造林協会（顧問）
- 日本・EU友好議員連盟
- 日本・欧州評議会友好議員連盟
- 日米国会議員連盟
- 日韓議員連盟
- ギインズ
- 日本の印章制度・文化を守る議員連盟（副会長）[33]
- 日本クルド友好議員連盟（副会長）[34]
- 全ての女性の安心・安全と女子スポーツの公平性を守る議員連盟（副代表）[35]

## 支援団体
- 全国たばこ販売政治連盟（組織推薦候補者）[31]
- 神道政治連盟[36]

## 選挙歴
| 当落 | 選挙                     | 執行日         | 年齢 | 選挙区       | 政党       | 得票数     | 得票率 | 定数 | 得票順位 /候補者数 | 政党内比例順位 /政党当選者数 |
| ---- | ------------------------ | -------------- | ---- | ------------ | ---------- | ---------- | ------ | ---- | ------------------ | ---------------------------- |
| 当   | 第19回参議院議員通常選挙 | 2001年07月29日 | 42   | 福岡県選挙区 | 自由民主党 | 60万1082票 | 30.64% | 2    | 1/8                | /                            |
| 当   | 第21回参議院議員通常選挙 | 2007年07月29日 | 48   | 福岡県選挙区 | 自由民主党 | 79万1152票 | 36.89% | 2    | 2/6                | /                            |
| 当   | 第23回参議院議員通常選挙 | 2013年07月21日 | 54   | 福岡県選挙区 | 自由民主党 | 95万8042票 | 49.23% | 2    | 1/6                | /                            |
| 当   | 第25回参議院議員通常選挙 | 2019年07月21日 | 60   | 福岡県選挙区 | 自由民主党 | 58万3351票 | 33.19% | 3    | 1/9                | /                            |
| 当   | 第27回参議院議員通常選挙 | 2025年07月20日 | 66   | 福岡県選挙区 | 自由民主党 | 41万9082票 | 18.29% | 3    | 1/13               | /                            |